# Arnreit
Arnreit är en ort och kommun i Österrike. Den ligger i distriktet Rohrbach i förbundslandet Oberösterreich, 180 kilometer väster om huvudstaden Wien. 
Kommunen består av 19 orter (Ortschaften) (inom parentes invånarantal 1 januari 2024):

- Arnreit (160)
- Daim (116)
- Eckersberg (27)
- Etzerreit (54)
- Getzing (24)
- Hengstschlag (12)
- Humenberg (73)
- Högling (16)
- Hölling (136)
- Iglbach (0)
- Katzenbach (28)
- Liebenstein (188)
- Moosham (40)
- Partenreit (87)
- Schönberg (4)
- Schörsching (43)
- Stierberg (86)
- Untergahleiten (38)
- Wippling (55)